# 石鼓壟 (九龍)
石鼓壟（英語：Shek Ku Lung），是香港九龍城一條已拆卸村落，原址位於現今黃大仙大成街一帶。石鼓壟屬九龍十三鄉及衙前圍七約之一。

## 歷史
石鼓壟位於衙前圍、蒲崗、竹園、隔坑及打鼓嶺之間，鄰近九龍城英軍靶場。石鼓壟是衙前圍其中一條分支村落，居民以衙前圍吳氏為主，亦有車氏。戰前，石鼓壟有兩排青磚大屋，有村民約30人。村周亦有不少寮屋、農舍、農地。
1942年香港日治時期，日本軍政府宣佈擴建啟德機場。雖然打鼓嶺村、石鼓壟村和大磡村等亦是位於擴建工程範圍外，但日方擔心這些機場外圍村落會成會游擊隊襲擊日軍軍機的匿藏點，而且可將村屋的石材用於建設機場，於是將很多原居民的石屋拆除。
1950年代，政府計劃延長啟德機場跑道，加上發展黃大仙徙置區和東頭村徙置區，石鼓壟村和周邊村落、農地均陸續被清拆和平整，石鼓壟菜市場亦需重置到竹園村。
現時，位於大成街與大同街交界的黃大仙文化公園保留著一口原屬於石鼓壟村的古井，該口仍未乾涸的水井是由前衙前圍鄉長吳佛全重新發現的。

## 外部連結
- 二十世紀以前九龍城地區概述 （页面存档备份，存于）